# Ivorn Mcknee
Ivorn Mcknee (* 14. Mai 1981) ist ein barbadischer Gewichtheber und ehemaliger Kugelstoßer.
Ivorn Mcknee nahm 2002 bei den Zentralamerika- und Karibikspielen im Kugelstoßwettbewerb teil und erreichte den sechsten Platz. Danach wechselte er zum Gewichtheben und nahm in der Klasse bis 105 kg an den Zentralamerika- und Karibikspielen 2006 und den Panamerikanischen Spielen 2007 teil. 2008 wurde er bei den Panamerikanischen Meisterschaften Achter im Reißen, hatte aber im Stoßen keinen gültigen Versuch. Bei den Panamerikanischen Meisterschaften 2009 erreichte er den vierten Platz. 2010 wurde er bei einer Trainingskontrolle positiv auf Stanozolol getestet und für zwei Jahre gesperrt. Nach seiner Sperre gewann er bei den Commonwealthmeisterschaften 2013 Silber. 2014 wurde er bei den Panamerikanischen Meisterschaften Achter. Bei den Commonwealth Games im selben Jahr war er Dritter im Reißen, im Stoßen hatte er jedoch keinen gültigen Versuch.